# Fontanil de los Oteros
Fontanil de los Oteros es una villa española, perteneciente al municipio de Matadeón de los Oteros, en la provincia de León y la comarca de Los Oteros, en la Comunidad Autónoma de Castilla y León.
Situado a la derecha del Río Esla.
Los terrenos de Fontanil de los Oteros limitan con los de San Román de los Oteros al norte, Grajalejo de las Matas y Villamoratiel de las Matas al noroeste, Matallana de Valmadrigal al oeste, Santa María de los Oteros y San Pedro de los Oteros al sur, Fuentes de los Oteros al sureste, Pobladura de los Oteros al este y Gusendos de los Oteros al noreste.
- Datos: Q5863648